# Turbosteamer
Il Turbosteamer è un sistema ideato da BMW per poter recuperare parte dell'energia dispersa sotto forma di calore con i gas di scarico.

## Descrizione
Il sistema utilizza uno scambiatore di calore, che per non interferire con la marmitta catalitica viene posto dopo di essa, dato che i gas di scarico diventano relativamente freddi (intorno ai 50°).
Tale scambiatore di calore è in comunicazione con un circuito idraulico comandato da una pompa, dove si preleva parte del liquido di raffreddamento, il quale viene fatto trasformare in vapore tramite lo scambiatore di calore, viene ulteriormente riscaldato tramite un riscaldatore, un dispositivo disposto lungo lo scarico e prima del catalizzatore, in modo d'aumentare il prelievo di calore e la pressione del vapore.
Il vapore generato va ad azionare una/due turbine, le quali sono collegate al motore e gli trasferiscono l'energia recuperata.